# Дайамонд-Лейк
Дайамонд-Лейк (англ. Diamond Lake) — тауншип в округе Линкольн, Миннесота, США. На 2010 год его население составило 207 человек. Название произошло от озера на территории тауншипа в форме алмаза.

## География
По данным Бюро переписи населения США площадь тауншипа составляет 90,7 км², из которых 83,3 км² занимает суша, а 7,3 км² — вода (8,05 %).

## Население
По данным переписи 2010 года население Дайамонд-Лейка составляло 207 человек (из них 51,2 % мужчин и 48,8 % женщин), было 80 домашних хозяйства и 61 семья. Расовый состав: белые — 98,1 %, азиаты — 0,5 %, две или более рас — 1,4 %.
Из 80 домашних хозяйств 70,0 % представляли собой совместно проживающие супружеские пары (30,0 % с детьми младше 18 лет), в 2,5 % домохозяйств женщины проживали без мужей, в 3,8 % домохозяйств мужчины проживали без жён, 23,8 % не имели семьи. В среднем домашнее хозяйство вели 2,59 человека, а средний размер семьи — 3,07 человека.
Население тауншипа по возрастному диапазону распределилось следующим образом: 30,4 % — жители младше 18 лет, 50,3 % — от 18 до 65 лет и 19,3 % — в возрасте 65 лет и старше. Средний возраст населения — 39,8 лет. На каждые 100 женщин приходилось 105 мужчин, при этом на 100 совершеннолетних женщин приходилось уже 108,7 мужчин сопоставимого возраста.
В 2014 году из 128 трудоспособных жителей старше 16 лет имели работу 71 человек. Медианный доход на семью оценивался в 86 250 $, на домашнее хозяйство — в 53 125 $. Доход на душу населения — 23 575 $.